# Alex Wright (catch)
Pour les articles homonymes, voir Alex Wright.
Alex Wright (né le 17 mai 1975 à Nuremberg) est un catcheur, un promoteur et un entraîneur de catch allemand. Il est le fils du catcheur anglais Steve Wright, et commence sa carrière en Allemagne avant de rejoindre la World Championship Wrestling (WCW) en 1994. Il y remporte une fois le championnat du monde poids lourd-légers, le championnat du monde Télévision et le championnat du monde par équipes avec Disco Inferno.  Il décide d'arrêter sa carrière après le rachat de la WCW par la World Wrestling Federation en 2001 pour fonder une école de catch puis sa propre fédération, la New European Championship Wrestling.

## Jeunesse
Alex Wright est le fils du catcheur britannique Steve Wright. Il fait de l’haltérophilie et remporte à 10 ans le championnat de Bavière des benjamins dans sa catégorie de poids.

## Carrière de catcheur

### Début (1992-1994)
Alex Wright apprend le catch auprès de son père Steve Wright et fait son premier combat à 16 ans. Il est alors le plus jeune catcheur travaillant en Europe. Il lutte essentiellement à la Catch Wrestling Association, une fédération autrichienne.

### Das Wunderkind (1994–1996)
En 1994, il est invité au talk-show Schreinemakers avec les catcheurs Sting et Johnny B. Badd qui font la  promotion de la tournée de la World Championship Wrestling (WCW) en Allemagne. Peu de temps après cette émission, il apprend qu'un des catcheurs de la WCW est blessé et Wright propose ses services pour le remplacer. Il impressionne le staff de la WCW qui l'engage ensuite. Son premier combat notable dans cette fédération a lieu le 27 décembre à Starrcade où il bat Jean-Paul Levesque.
En 1995, il est le rival de Bobby Eaton face à qui il remporte un combat le 25 janvier au cours de Clash of the Champions XXX,.

### Heel turn, Cruiserweight Champion et World Television Champion (1997)
Wright passe du côté des méchants en 1997 lorsqu'il trahissait Ice Train & son manager Teddy Long lors d'un match face à Hugh Morrus et Konnan à Monday Nitro en mai. Et le 28 juillet à Nitro, il bat Chris Jericho pour le titre Cruiserweight Championship pour devenir le premier Champion Cruiserweight à être allemand et seul champion à être européen. Après avoir remporté le titre, Wright commence une feud face à Jericho incluant la défense du titre à Road Wild, après avoir perdu le titre face à Jericho le 16 août à Saturday Night. Il bat 5 jours après,  Último Dragón à Clash of the Champions pour remporter le titre World Television Championship. Après avoir remporté ce titre, Wright commence toujours son entrée par une danse afin de se moquer de Disco Inferno.
A Fall Brawl, Wright défend son titre face à Último Dragón mais perd son titre face à Disco Inferno le 22 septembre à Nitro. Wright s'attaque à Steve McMichael après que son valet Debra est devenu le valet de Wright. Wright le bat McMichael à Halloween Havoc. Lors du World War 3,il perd lors d'un match de revanche ou Mcmicheal devait battre Goldberg mais ce dernier était attaqué par Mcmicheal par un tuyau.

### The Dancing Fools (1998)
Wright et Disco Inferno forment une équipe en 1998 sous le nom de Dancing Fools. Wright et Inferno catchent alors face à The Public Enemy (Johnny Grunge et Rocco Rock), à Road Wild où ils perdent. Wright clame alors qu'il est le meilleur catcheur européen de la WCW.  Wright et Inferno s'attaquent alors à British Bulldog et Jim Neidhart. Le point culminant est à Fall Brawl, où the Dancing Fools perd face au Bulldog et Neidhart. Après cette défaite, Wright et Inferno se séparent et reprennent leur carrière solo.
Wright s'attaque cependant à un autre catcheur européen, Fit Finlay, blamant Finlay d'avoir mis un terme à la carrière de son père. Wright prend sa revanche face à Finlay en le battant à Halloween Havoc.

### Berlyn (1999)
Au milieu de  l'année 1999, Wright devient Berlyn, avec une crête iroquoise remplaçant sa coupe blonde. Habillé de noir, il refuse de parler anglais et prend une interprète. Pour ses débuts, il rencontre Buff Bagwell, mais Bagwell refuse de perdre face à Wright. « Hacksaw » Jim Duggan est substitué à Bagwell lors de Fall Brawl. Wright est accompagné de The Wall, son garde du corps. Berlyn prend sa revanche face à Bagwell, et le bat lors d'une émission de WCW Monday Nitro. Berlyn attaque alors l'arbitre Scott Armstrong. Lors de Halloween Havoc,  Berlyn perd le match, après cette défaite Berlyn et The Wall attaquent encore une fois Armstrong.
Le 25 octobre lors de Nitro, l'annonce d'un tournoi pour le titre vacant de champion du monde poids lourd et d'une finale à Mayhem. Berlyn participe au tournoi mais perd au premier tour face à Vampiro dans un Dog Collar match après que The Wall se retourne contre lui. Berlyn commence alors une querelle avec Vampiro et lui fait perdre le match au second tour face à Buff Bagwell. Berlyn s'attaque alors à The Wall, mais aucun match ne sera diffusé en pay-per-view[réf. nécessaire].

### Boogie Knights, World Tag Team Champion et depart (2000–2001)
Après quelque temps, Wright reprend son vrai nom et reforme l'équipe avec Disco Inferno, sous le nom  the Boogie Knights. The Boogie Knights s'attaque au Filthy Animals qui  voulait s'en prendre au Natural Born Thrillers (Sean O'Haire et Mark Jindrak), les  World Tag Team Champions du moment. A Halloween Havoc, les trois équipes participent à un triangle match mais Haire et Jindrak gagnent le match. Après une blessure de Disqo, Wright fait équipe avec  General Rection pour remporter le titre de World Tag Team Championship sur O'Haire et Jindrak à Millennium le 16 novembre en Allemagne. Jours plus tard,  Wright et Elix Skipper (qui remplace General Rection) perdent le titre face à Chuck Palumbo et Shawn Stasiak, 2 autres membres de Natural Born Thrillers à cause de l’intervention de Kidman qui l’attaquait.
Wright commence une alliance avec KroniK (Brian Adams and Bryan Clark) ses bodyguards. A Mayhem, Wright et KroniK font alors face à Billy Kidman et Rey Misterio, Jr. dans un 3-on-2 handicap match.  KroniK l'abandonne durant le match le laissant perdre le match. Disqo reviens alors de sa blessure et ils reforment alors l'équipe des Boogie Knights jusqu'en mars 2001 à la période où la World Wrestling Federation reprend la WCW. En revanche lui et Disqo affrontèrent Konnan et Mysterio dans un ladder match. 

### Retraite
Wright catche encore en de rares occasions en Allemagne. Il est aujourd'hui professeur de fitness à Nuremberg, et a ouvert une école de catch appelée The Wright Stuff en Allemagne.

## Palmarès et accomplissements
- World Championship Wrestling (WCW) 
  - 1 fois champion du monde des poids lourd légers de la WCW
  - 1 fois champion du monde par équipes de la WCW  avec Disco Inferno.
  - 1 fois champion du monde Télévision de la WCW

## Récompenses des magazines
- Pro Wrestling Illustrated
  - Rookie de l'année 1995
  - 4e catcheur ayant le plus progressé de l'année 1997

| Année | 1995 | 1996 | 1997 | 1998 |
| ----- | ---- | ---- | ---- | ---- |
| Rang  | 54   | 101  | 127  | 170  |